# Miroslav Holub
Miroslav Holub född 13 september 1923 i Pilsen, död 14 juli 1998 i Prag, var en tjeckisk författare.
Holub studerade biologi och medicin vid Karlsuniversitetet i Prag. Senare undervisade han där i filosofi och vetenskapsteori samt praktiserade som psykiater. Han debuterade litterärt 1958 med diktsamlingen Denní služba.
Asteroiden 7496 Miroslavholub är uppkallad efter honom.